# Friedrich Hofmann (Schriftsteller)

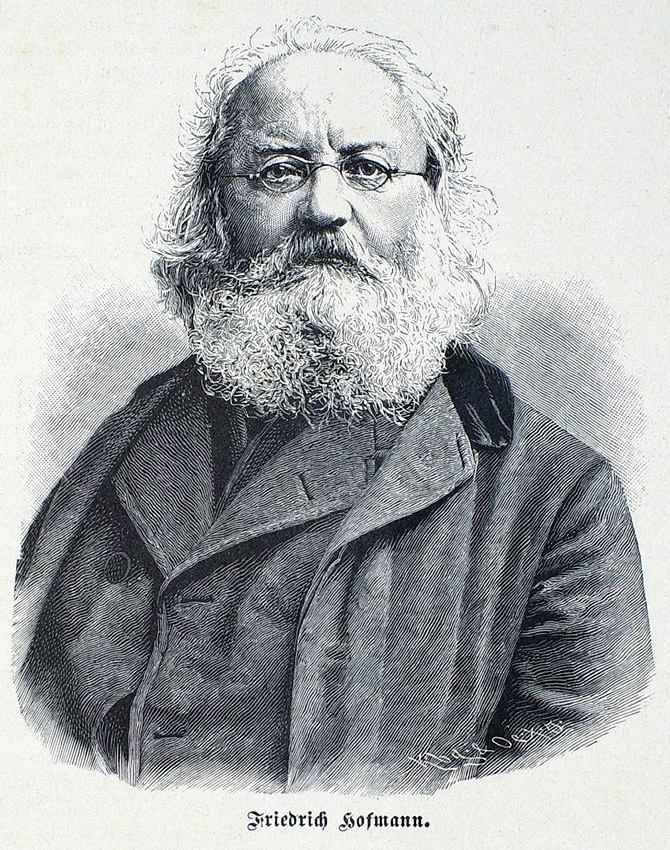
Friedrich Hofmann (aus: Die Gartenlaube 1880)

Friedrich Hofmann (* 18. April 1813 in Coburg; † 14. August 1888 in Ilmenau) war ein deutscher Schriftsteller.

## Leben

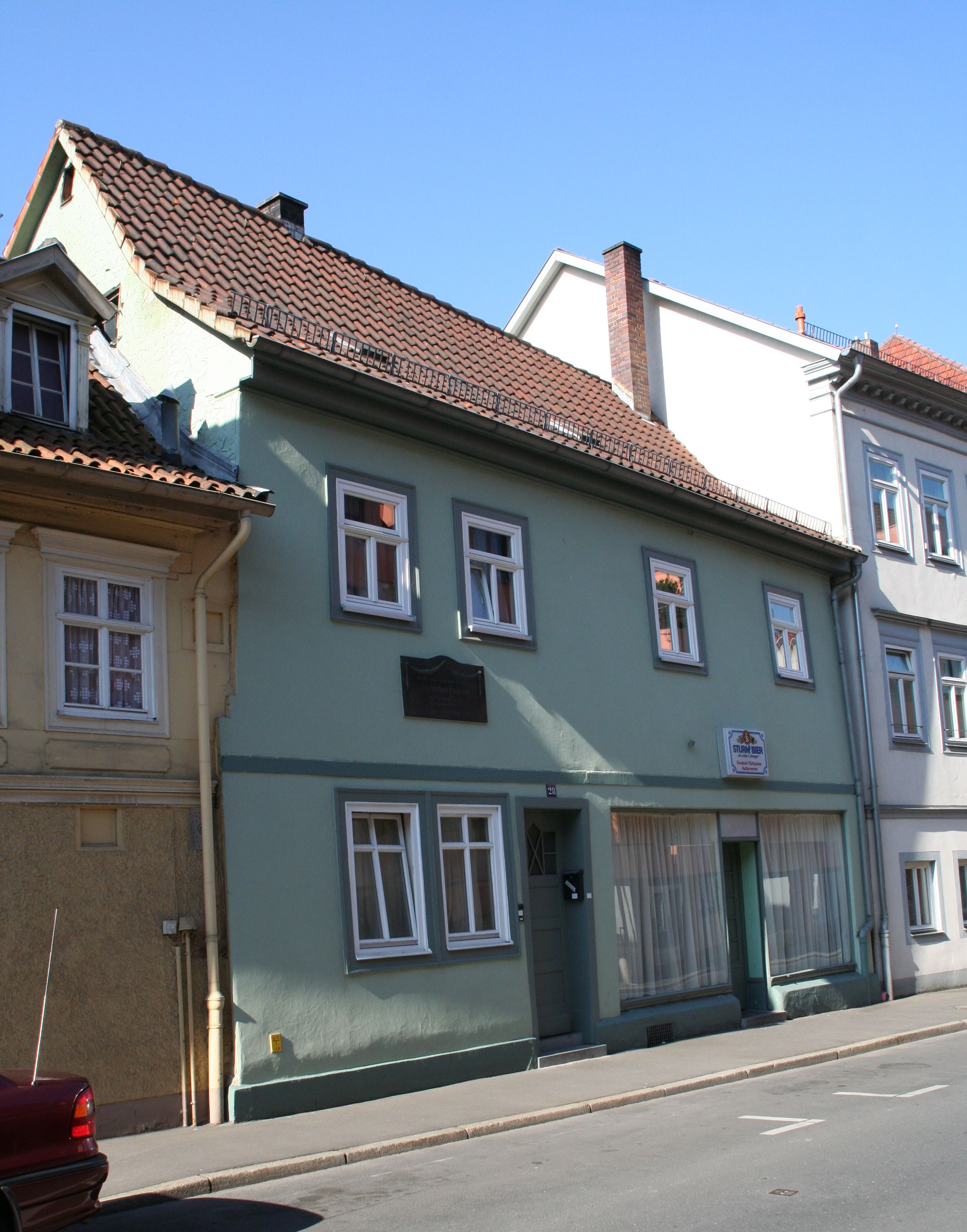
Geburtshaus in Coburg

Friedrich Hofmann wurde am 18. April 1813 im Hause Leopoldstraße 28 in Coburg geboren. 1827 starb seine Mutter, 1830 der Vater Johann Friedrich Hofmann, ein Musiker am herzoglichen Hof. Von 1828 bis 1834 besuchte Friedrich Hofmann das Coburger Gymnasium Casimirianum. Als Schüler verfasste er ein revolutionäres Gedicht, weshalb er im Zuge der Demagogenverfolgung im Schwarzen Buch der Frankfurter Bundeszentralbehörde (Eintrag Nr. 740) festgehalten wurde.
Von 1834 bis 1840 studierte er Literatur und Geschichte in Jena, wo er sich der Burschenschaft Arminia auf dem Burgkeller anschloss.
1841 zog er nach Hildburghausen in Thüringen, wo er in der Redaktion von Meyers Konversationslexikon arbeitete. 1855 war er kurzzeitig in Venedig tätig. 1858 zog er nach Leipzig, um weiter am Lexikon arbeiten zu können, und trug zu populärwissenschaftlichen Zeitschriften wie Die Glocke und Panorama des Wissens und der Gewerbe bei. Hofmann heiratete 1860 Bertha Barbera Fink in Rodach bei Coburg. Seit 1861 arbeitete er als Redakteur, zwischen März 1883 und Juni 1886 als Chefredakteur, bei der Familienzeitschrift Die Gartenlaube. Er saß auch am Verbrechertisch (Leipzig), wie z. B. August Bebel bezeugte. Er war Mitglied im Ilmenauer Gabelbachverein und Ehrenbürger Coburgs. Hofmann starb am 14. August 1888 in Ilmenau. Heute ist in Ilmenau eine Straße nach ihm benannt.

## Leistungen
Friedrich Hofmann arbeitete an Meyers Konversationslexikon mit. Außerdem war er für wohltätige Zwecke tätig, so gab er 25 Jahre lang jährlich Anthologien mit Beiträgen lebender Dichter unter dem Titel Weihnachtsbaum für arme Kinder heraus, die als Geschenk an verschiedene Städte und Gemeinden versandt wurden, um die Erlöse aus deren Weiterverkauf bedürftigen Kindern zugutekommen zu lassen. Zu den Beiträgern der Bände gehörte u. a. Friedrich Rückert.

## Denkmäler und Gedenktafeln

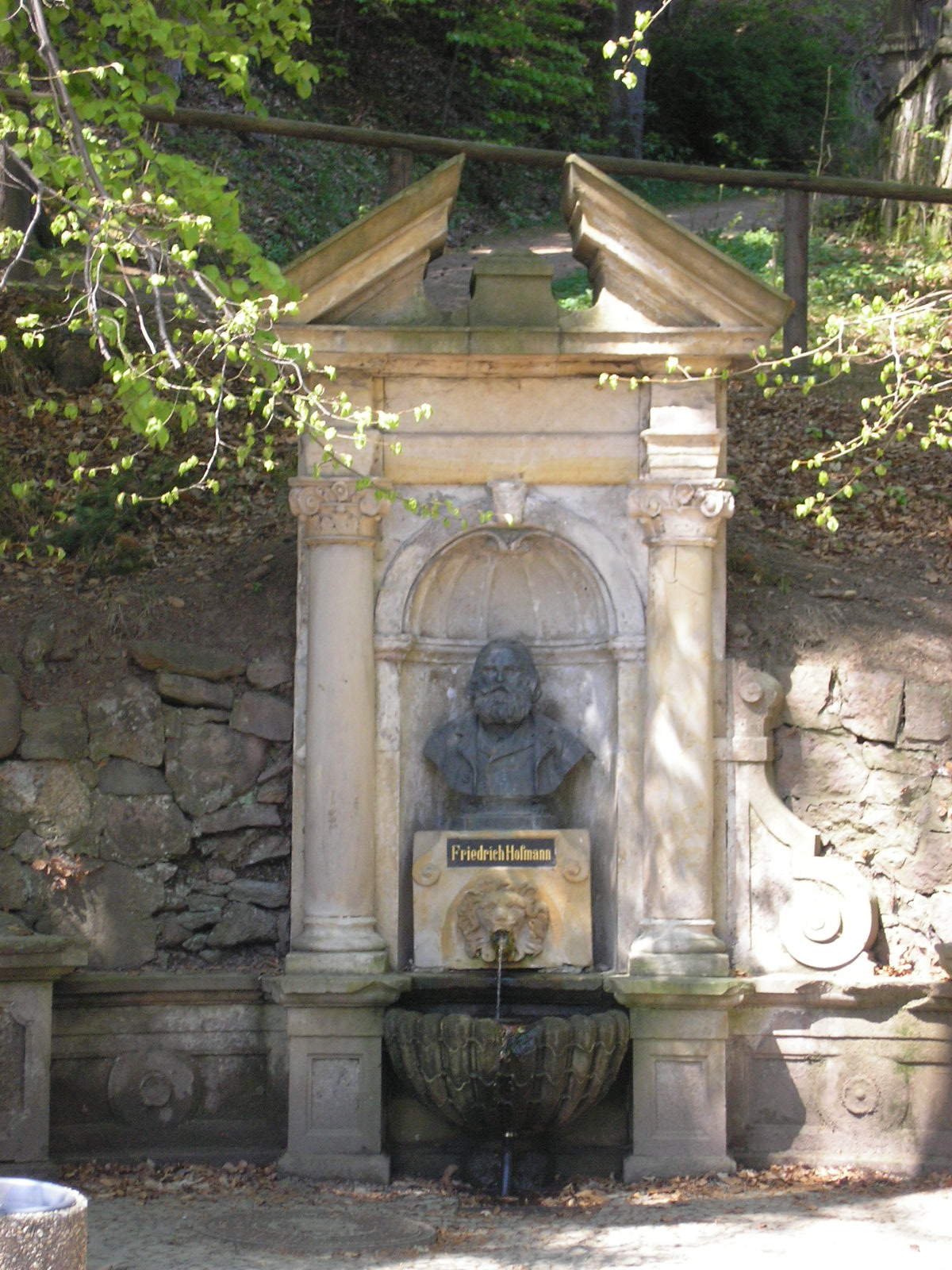
Denkmal zu Ehren Hofmanns in Ilmenau
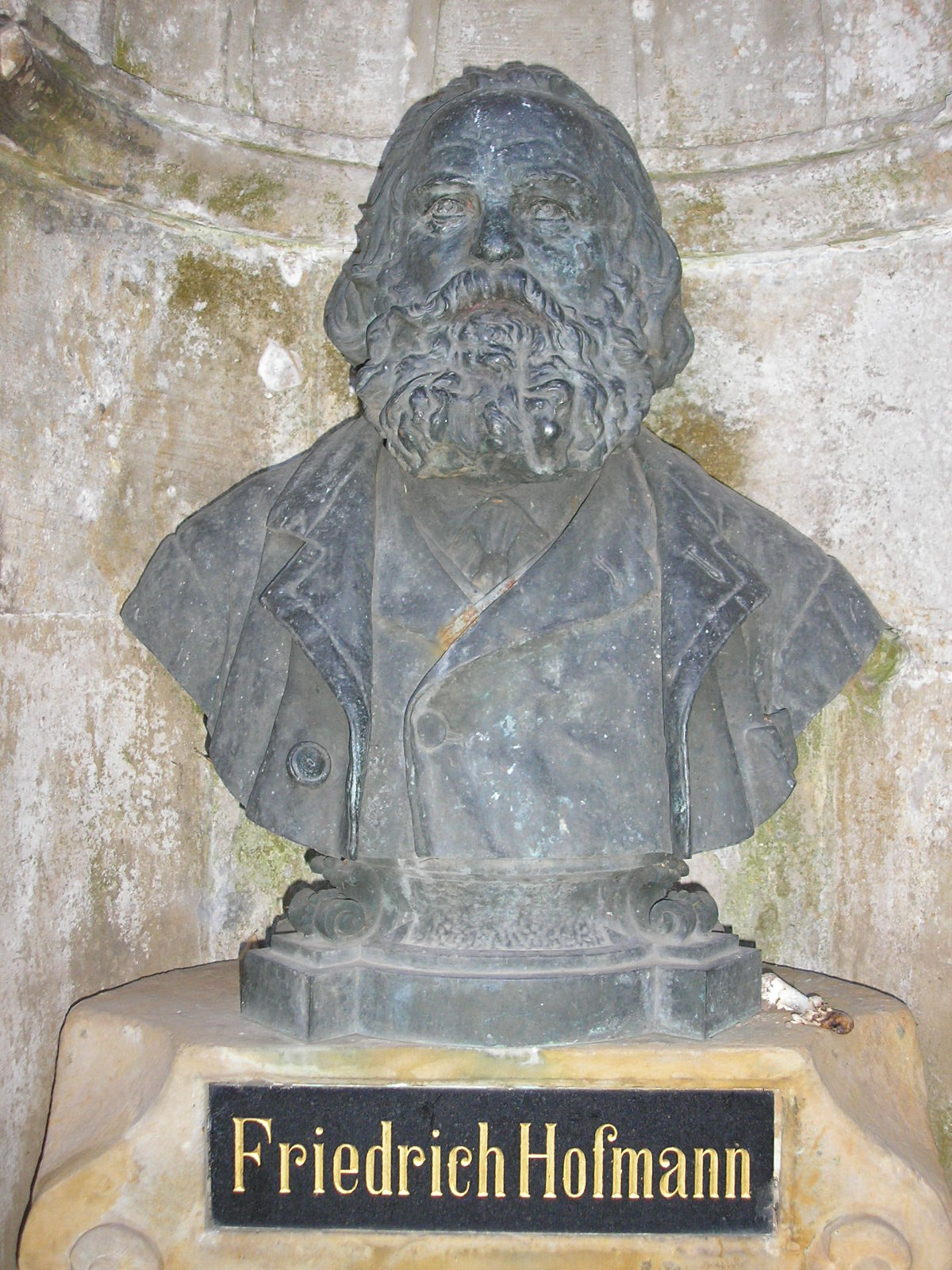
Detailansicht: Büste im Denkmal
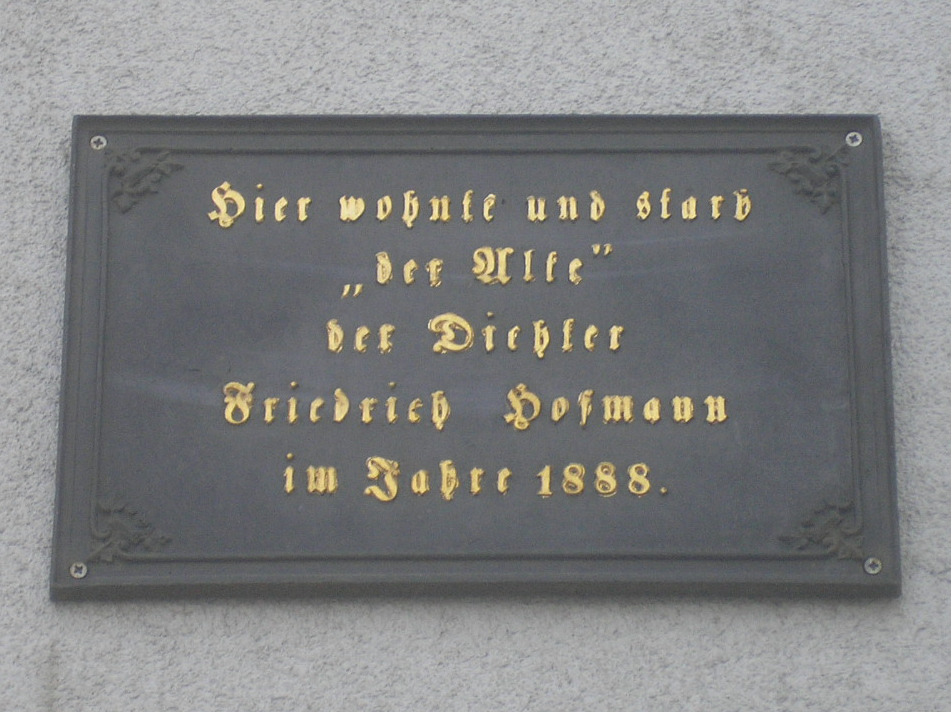
Gedenktafel an seinem ehemaligen Wohnhaus in Ilmenau
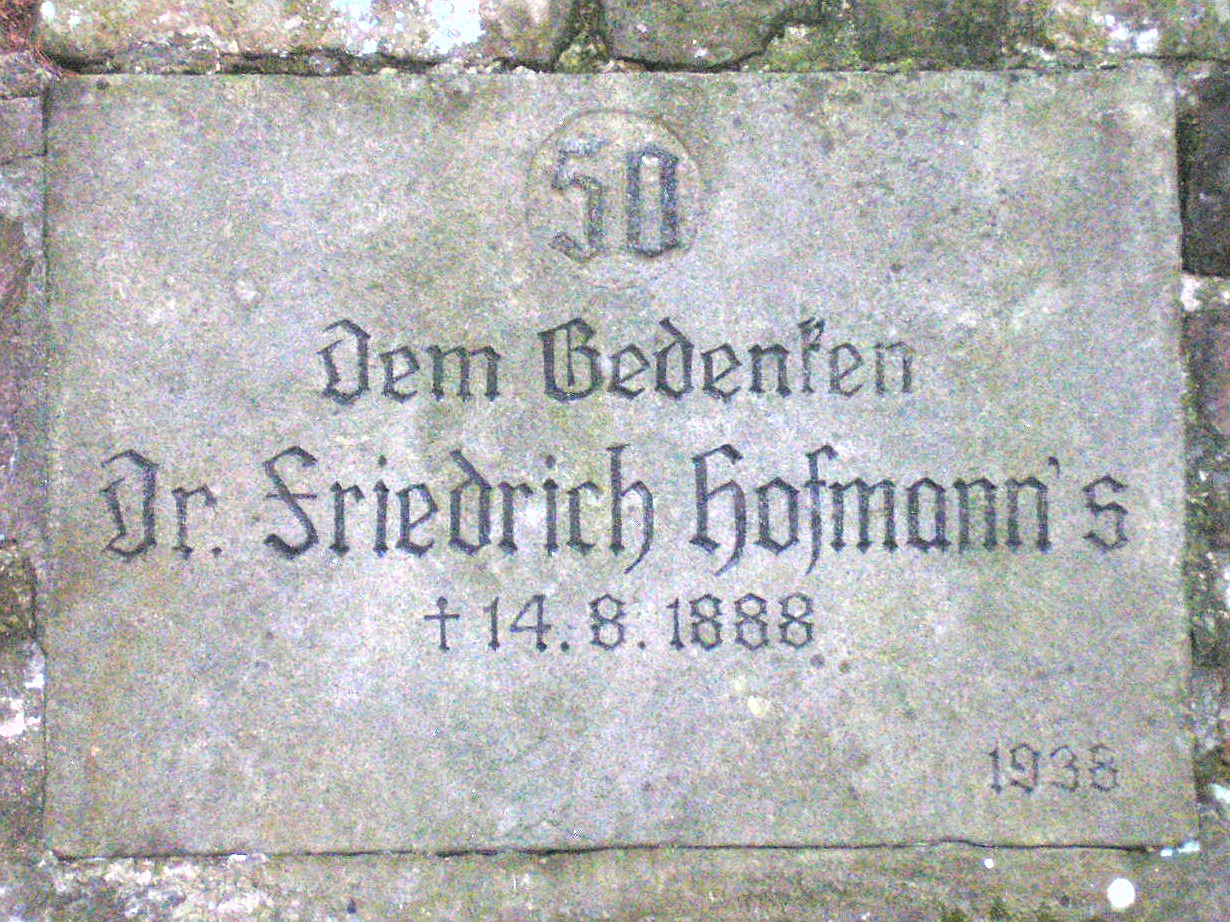
Gedenktafel zu seinem 50. Todestag an der Prellerpromenade (Ilmenau)

## Werke
- Die Schlacht bei Foksan (Schauspiel; Jena, 1838)
- Die Feste Koburg (Dichtung; Hildburghausen, 1854)
- Das Koborgher Quackbrünnla (Hildburghausen, 1857)
- Der Kinder Wundergarten (Märchensammlung; Leipzig, 1874)
- Deutschlands Erniedrigung und Erhebung (Dichtung mit Gesängen; Coburg, 1863)
- Die Harfe im Sturm (Leipzig, 1872)
- Drei Kämpfer (Festspiel; Leipzig, 1873)
- Die Eselsjagd, ein fröhliches Heldengedicht (Dichtung; Leipzig, 1874)
- Dichterweihe (Schauspiel; Leipzig, 1875)
- Geisterspuk auf der Feste Koburg (Leipzig, 1876)
- Die Kinderfeste (4 Hefte; Schleusingen 1853–1875)

Operntexte (Libretti)
- Der Rattenfänger von Hameln (1877)
- Der wilde Jäger (1882)